# Guy Marchand

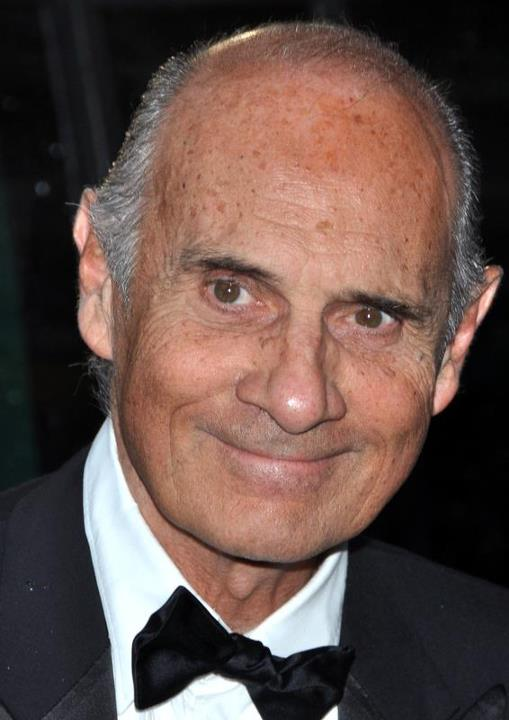
Guy Marchand 2012 bei den Internationalen Filmfestspielen von Cannes

Guy Marchand (* 22. Mai 1937 in Paris; † 15. Dezember 2023 in Cavaillon) war ein französischer Schauspieler, Jazz-Klarinettist und Sänger.

## Leben und Wirken
Marchand wurde im Quartier Ménilmontant geboren. Sein Vater war Alteisenhändler auf dem Flohmarkt von Saint-Ouen. Früh entdeckte er seine Liebe zum Jazz und spielte in Pariser Clubs Klarinette. Während des Algerienkriegs war er zeitweise als Fallschirmjäger-Leutnant Verbindungsoffizier zur Fremdenlegion und während eines Urlaubs schrieb er La Passionata, das von ihm gesungen der Hit des Sommers 1965 war (davor waren Kompositionen von ihm schon von Chansonsängern wie Hervé Vilard und Régine interpretiert worden). Marchand hat seitdem zahlreiche Platten herausgebracht und wurde auch als „Crooner“ – mit Vorliebe für lateinamerikanische Musik wie Tango und Mambo – in Frankreich sehr bekannt.
Über die Musik kam er auch zum Film. Marchand trat jahrelang als markanter Nebendarsteller an der Seite der großen französischen Stars in Erscheinung. Seine erste große Rolle hatte er in Rum-Boulevard 1971 von Robert Enrico neben Lino Ventura und Brigitte Bardot. In Ein schönes Mädchen wie ich von François Truffaut spielte er eine komödiantische Rolle, in dem erfolgreichen Cousin, Cousine von Jean-Charles Tacchella mimte er den Latin Lover. Marchand war auch neben Yves Montand (Der große Angeber), Gérard Depardieu (Der Loulou), Philippe Noiret (Der Saustall) oder Jean-Paul Belmondo (Der Boß) zu sehen.
Guy Marchand spielte im französischen Film häufig den Ganoven oder etwas schmierigen Polizeiinspektor, so in Der Saustall (1981) von Bertrand Tavernier und in Das Verhör (1981) von Claude Miller, in dem er bei der Befragung von Michel Serrault zu weit geht und von Lino Ventura gestoppt wird. Dafür erhielt er 1982 den César als bester Nebendarsteller (nachdem er schon 1981 für Der Loulou nominiert worden war). Im selben Jahr spielte er auch den Inspektor in Die Spürnase neben Serrault als Nestor Burma, einem Privatdetektiv aus den Romanen von Léo Malet. Zehn Jahre später gab er selbst den Nestor Burma und machte ihn zu seiner Paraderolle in acht Staffeln der Serie Nestor Burmas Abenteuer in Paris. Die komödiantisch angelegte Figur des wendigen Detektivs, unterstützt von der attraktiven Sekretärin Hélène und mit leidlich guten Kontakten zu Kommissar Farroux, dafür von dessen Assistenten Fabre gehasst, machte ihn in Frankreich zum Fernsehstar. Die Serie bot ihm unter anderem auch die Gelegenheit, sein Können als Saxophonspieler zu zeigen.
Dem deutschen Fernsehpublikum bekannt wurde Marchand 1983 durch die Titelrolle im letzten ZDF-Advents-Abenteuervierteiler Der Mann von Suez, in dem er Ferdinand de Lesseps, den Erbauer des Suezkanals, darstellte.
Marchand hat auch geboxt und an Autorennen wie der „Simca 1000 Rallye“ im „Star Racing Team“ (neben u. a. Jean-Louis Trintignant) teilgenommen. Er war für seine Vorliebe für Tango-Tanzen und den Pferdesport bekannt (speziell Polo, er gründete einen „El Gaucho Polo Club“) – er züchtete auch selbst Pferde. Marchand war im Kampf gegen die Osteoporose, an der seine Mutter gelitten hat, engagiert.
Im Jahr 1973 erhielt er einen Emmy für das Musical La Vie d’Al Jolson nach dem Leben des gleichnamigen Sängers und Entertainers. 2006 spielte er in Christophe Honorés In Paris, wofür er 2007 zum fünften Mal für einen César nominiert war.
Als Sänger legte er zahlreiche Alben unter eigenem Namen vor, teilweise in Zusammenarbeit mit Claude Bolling, Fred Manoukian, Christian Escoudé (NostalGitan), Stéphane Grappelli oder Aurélien Bouly. Er war aber auch an Produktionen von Brigitte Bardot, Vladimir Cosma oder François de Roubaix beteiligt und komponierte auch für Raymond Lefèvre, Frank Alamo und Dalida.
Aus Marchands Ehe mit Béatrice Chatelier gingen ein Sohn und eine Tochter hervor. Ab 2006 war er mit dem Model Adelina Khamaganova verheiratet.
Er starb am 15. Dezember 2023 im Alter von 86 Jahren in Cavaillon.

## Filmografie (Auswahl)
- 1962: Le Jour le plus long

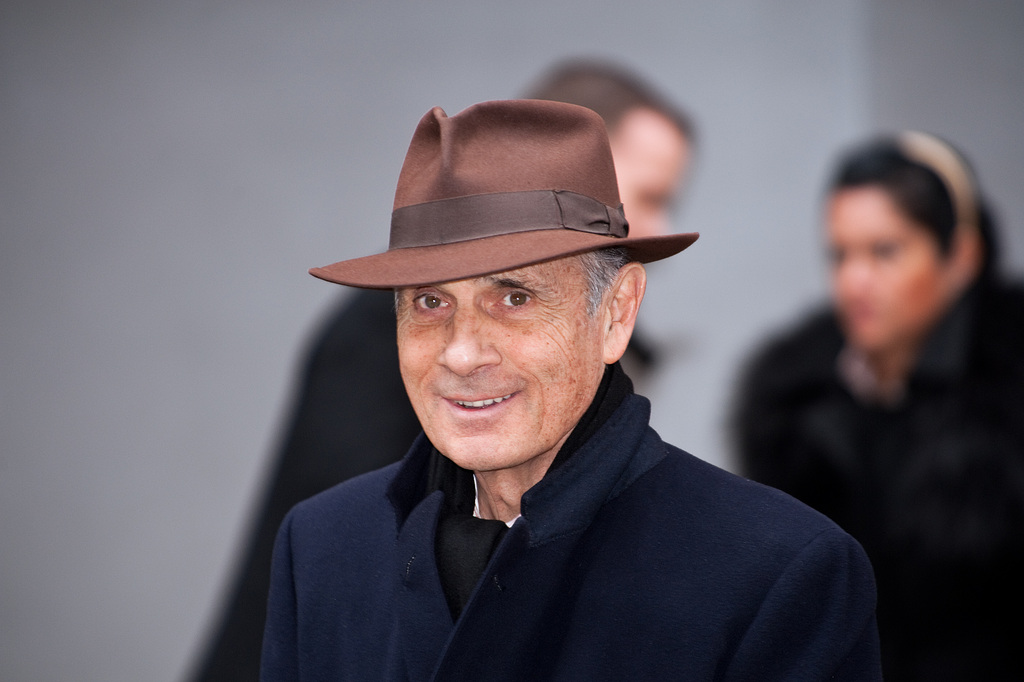
Marchand auf der Berlinale 2010

- 1971: Rum-Boulevard (Boulevard du rhum)
- 1972: Ein schönes Mädchen wie ich (Une belle fille comme moi)
- 1975: Cousin, Cousine
- 1975: Der Akrobat (L’Acrobate)
- 1976: Der große Angeber (Le grand escogriffe)
- 1977: Ein verrücktes Huhn (Tendre poulet)
- 1978: Der Schwimmeister (Le Maître-nageur)
- 1980: Der Loulou (Loulou)
- 1980: Achtung Zoll! (TV-Serie, fünf Folgen)
- 1981: Der Saustall (Coup de torchon)
- 1981: Das Verhör (Garde à vue)
- 1982: Die Spürnase (Nestor Burma, detective de choc)
- 1983: Das Auge (Mortelle randonnée)
- 1983: Der Mann von Suez (L’Homme de Suez) (TV-Vierteiler)
- 1983: Kleiner Spinner (P’tit con)
- 1983: Entre Nous – Träume von Zärtlichkeit (Coup de foudre)
- 1984: Streß (Stress)
- 1984: Diebe unter sich (Voleur) (TV-Film)
- 1985: Der Boß (Hold-up)
- 1985: Vaudeville
- 1986: Ehrbare Ganoven (Conseil de famille)
- 1987: Charlie Dingo – Der Gestrandete (Charlie Dingo)
- 1987: Ertrinken verboten (Noyade interdite)
- 1989: Ein Vater kommt selten allein (Un père et passe)
- 1989: Trau keinem Schurken (Try This One for Size)
- 1990: Der Nizza-Coup (Passez une bonne nuit) (TV-Film)
- 1990: Mörderische Rache (Le Denier du colt) (TV-Film)
- 1990: Gauner gegen Gauner (Ripoux contre Ripoux)
- 1991: Scheidung auf Französisch (Bonjour la galère) (TV-Zweiteiler)
- 1991–2003: Nestor Burmas Abenteuer in Paris (Nestor Burma) (TV-Serie, 39 Folgen)
- 1995: Le Nouveau monde
- 1996: Beaumarchais – Der Unverschämte (Beaumarchais, l’insolent)
- 1996: Le Plus beau métier du monde
- 2002: Ma femme … s’appelle Maurice
- 2003–2007: Fargas (TV-Serie, fünf Folgen)
- 2006: In Paris (Dans Paris)
- 2007: Der Tag, der alles veränderte (Après lui)
- 2008: Passe-passe
- 2010: Der Baum und der Wald (L’Arbre et la Forêt)
- 2013: La Dune
- 2014: L’Art de la fugue
- 2015: Paris-Willouby
- 2017: Eine bretonische Liebe (Ôtez-moi d’un doute)
- 2017–2018: Call My Agent! (Dix pour cent) (TV-Serie, sechs Folgen)
- 2018: Le Doudou
- 2018: Illégitime (TV-Film)
- 2019: Convoi exceptionnel
- 2020: Tout nous sourit

## Auszeichnungen
- 1981: Nominierung für den César in der Kategorie Bester Nebendarsteller für Der Loulou
- 1982: César in der Kategorie Bester Nebendarsteller für Das Verhör
- 1984: Nominierung für den César in der Kategorie Bester Nebendarsteller für Entre Nous – Träume von Zärtlichkeit
- 1988: Nominierung für den César in der Kategorie Bester Nebendarsteller für Ertrinken verboten
- 2007: Nominierung für den César in der Kategorie Bester Nebendarsteller für In Paris
- 2019: Spezialpreis der Jury beim Festival du film de télévision de Luchon für Illégitime